# Turbolinux
Turbolinux este o distribuție linux populară în Asia, acolo unde este și produsă. A fost fondat în anul 1992 în Tokyo, Japonia.